# Big Ear
El Radio Observatorio de la Universidad del Estado de Ohio, más conocido como Big Ear fue un radiotelescopio tipo Kraus ubicado en territorio del Observatorio de Perkins en la Universidad Wesleyana de Ohio. El observatorio fue parte del proyecto "Búsqueda de Inteligencia Extraterrestre" (SETI) de la Universidad Estatal de Ohio. La construcción del Big Ear comenzó en 1956, fue terminado en 1961, y finalmente inaugurado en 1963.
El observatorio Ohio Sky Survey inicio labores desde 1973 hasta 1995, Big Ear fue usado para buscar señales de radio extraterrestres, convirtiéndolo en el proyecto SETI más largo de la historia. En el año 1977 ganó fama mundial el radiotelescopio  Big Ear porque recibió la famosa Señal Wow!. El observatorio fue desmontado en 1998 cuando desarrolladores compraron el territorio de la universidad y lo usaron para expandir el terreno en un campo de golf. El diseño del observatorio lleva el nombre del físico estadounidense John D. Kraus (1910 - 2004) y también es usado como base para el radiotelescopio Nançay.

## Big Ear
En 1972, el Congreso de Estados Unidos votó a favor de dejar de financiar el Ohio Sky Survey, con el apoyo de la Fundación Nacional de Ciencias. Muchas personas perdieron su trabajo.
El 15 de agosto de 1977, el Big Ear registró su mayor éxito cuando una señal de radio interesante conocida como la Señal Wow! fue recibida, el nombre de la notación fue hecha por el astrónomo estadounidense Jerry R. Ehman. Ninguna otra señal fue registrada.

## En la cultura popular
- En Grand Theft Auto: San Andreas existe un Radiotelescopio con el mismo nombre, situado en el desierto de Tierra Robada, región inspirada en Nevada